# Krasnowodskaja oblast
Krasnowodskaja oblast (russisch Красноводская область, wiss. Transliteration Krasnovodskaja oblast') war eine Verwaltungseinheit auf dem Gebiet der Turkmenischen SSR, die von 1939 bis 1947, sowie von 1952 bis 1955 und von 1973 bis 1988 bestand. Im Jahr 1991 wurde auf dem Gebiet der ehemaligen Provinz die Balkanskaja oblast (Балканская область) und 1992 das Balkan welaýaty (Балканский велаят) gegründet.

## Geographie
Die Provinz hatte eine Fläche von 138.500 km² bei 352.000 Einwohnern (1987), 82 % der Einwohner lebten in den Städten. Administrativ bestand die Provinz aus sechs Bezirken, mit fünf Städten und 17 Siedlungen städtischen Typs (пгт, Stand 1987).
Verwaltungszentrum war anfangs Krasnowodsk, später Nebit-Dag.
Der größte Teil des Territoriums wird von der Wüste Karakum eingenommen. Im Westen grenzt es an das Kaspische Meer.

## Verwaltung
Die Provinz wurde durch ein Dekret des Präsidiums des Obersten Sowjets der UdSSR vom 21. November 1939 gegründet.
Im Jahr 1939 wurde die Region in fünf Bezirke aufgeteilt: Gassan-Kulijski (Гасан-Кулийский), Kasandschikski (Казанджикский), Kara-Bogas-Golski (Кара-Богаз-Гольский), Krasnowodski (Красноводский) und Nebit-Dagski rajon (Небит-Дагский район). Im Jahr 1943 wurde die Region Kisyl-Atrekski rajon (Кизыл-Атрекский район) von der Region Aschgabat in die Region Krasnowodsk überführt. Am 21. März 1944 wurde der Distrikt Kara-Bogaz-Golsky abgeschafft.
Die Region wurde durch ein Dekret des Präsidiums des Obersten Sowjets vom 23. Januar 1947 wieder abgeschafft und alle Bezirke der Region Aşgabat zugeordnet.
Als die Region am 4. April 1952 neu gebildet wurde umfasste sie sechs Bezirke: Gassan-Kulijski, Kasandschikski, Kisyl-Atrekski, Krasnowodski, Kum-Dagski und Tschelekenski rajon (Челекенский район). Am 9. Dezember 1955 wurden sie alle in die Region Aschgabat zusammengefasst.
Als die Region zum dritten Mal gegründet wurde (27. Dezember 1973), umfasste sie sechs Bezirke: Gassan-Kulijski, Kasandschhikski, Kara-Kalinski, Kisyl-Arwatski, Kisyl-Atrekski und Krasnowodski. 1988, kurz vor der dritten Abschaffung der Region, wurden die Distrikte Gassan-Kulijski und Kara-Kalinski abgeschafft.

## Bevölkerung
1939 lebten in der Region 85,8 Tausend Menschen. Einschließlich 43,7 % Turkmenen; 26,4 % Russen; 20,9 % Kasachen; 3,1 % Ukrainer; 1,8 % Tataren; 1,1 % Armenier. Bis 1987 war die Bevölkerung der Region auf 352.000 Menschen angewachsen.

## Klima
Das Klima ist ausgeprägt kontinental. Die wichtigsten Flüsse sind Atrak und Sumbar. Es gibt das Hazar-Naturreservat und das Sünt-Hasardag goraghanasy-Reservat (russisch Сюнт-Хасардагский заповедник Sjunt-Chassardagski sapowednik).

## Wirtschaft
- Förderung von Erdöl und Erdgas, Mirabilit (im Golf von Kara-Bogas-Gol).
- Ölraffination, Chemie, Lebensmittelverarbeitung, Leichtindustrie, Metallverarbeitung und Baustoffproduktion.
- Die wichtigsten Industrieunternehmen befanden sich in den Städten Krasnowodsk, Nebit-Dag, Tscheleken, Gyzylarbat und Bekdash.
- Der wichtigste Zweig der Landwirtschaft war Wanderschafzucht (einschließlich Karakulschafe). Bewässerungslandwirtschaft. Getreide- und Gemüseanbau sowie Melonenanbau; In den Tälern von Atrek und Sumbar gab es subtropische Nutzpflanzen (Granatapfel, Oliven und andere). Seidenraupenzucht.
- Seehafen in Krasnowodsk mit Fährverbindungen nach Baku
- Gaspipeline Westturkmenistan – Bekdash – Mangischlak
- Resorts: Mollakara (Моллакара).